# اوسمه
اوسمه (به اسپانیایی: Usme) یک منطقهٔ مسکونی در کلمبیا است که در بوگوتا واقع شده‌است. اوسمه ۱۱۹٫۰۴ کیلومتر مربع مساحت و ۳۱۴٬۴۳۱ نفر جمعیت دارد و ۲٬۶۰۰ متر بالاتر از سطح دریا واقع شده‌است.